# 钱江潮
钱江潮，又称海宁潮，是钱塘江下游特有的一种自然现象。钱江潮一日两次，相隔约12小时，潮头最高时达3.5米，潮差可达8－9米。每年的农历八月十八，是流传千年的传统观潮节。钱江潮的潮水類型可以分為鱼鳞潮、一线潮、回头潮、冲天潮等類型，與雷州換鼓、廣德埋藏、登州海市等並稱“中國天下四絕”。

## 形成原因

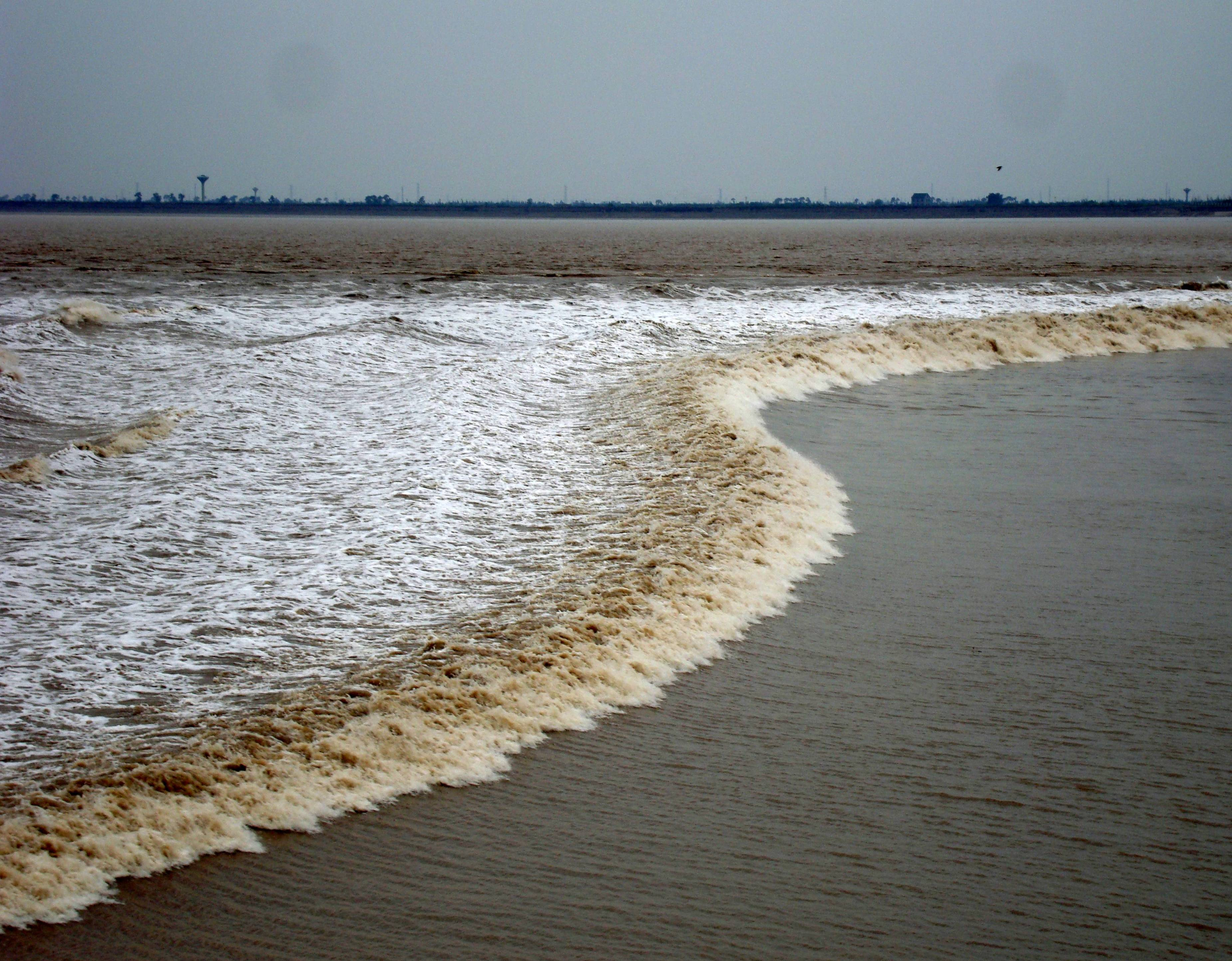
杭州的钱江大潮，2009年8月7日

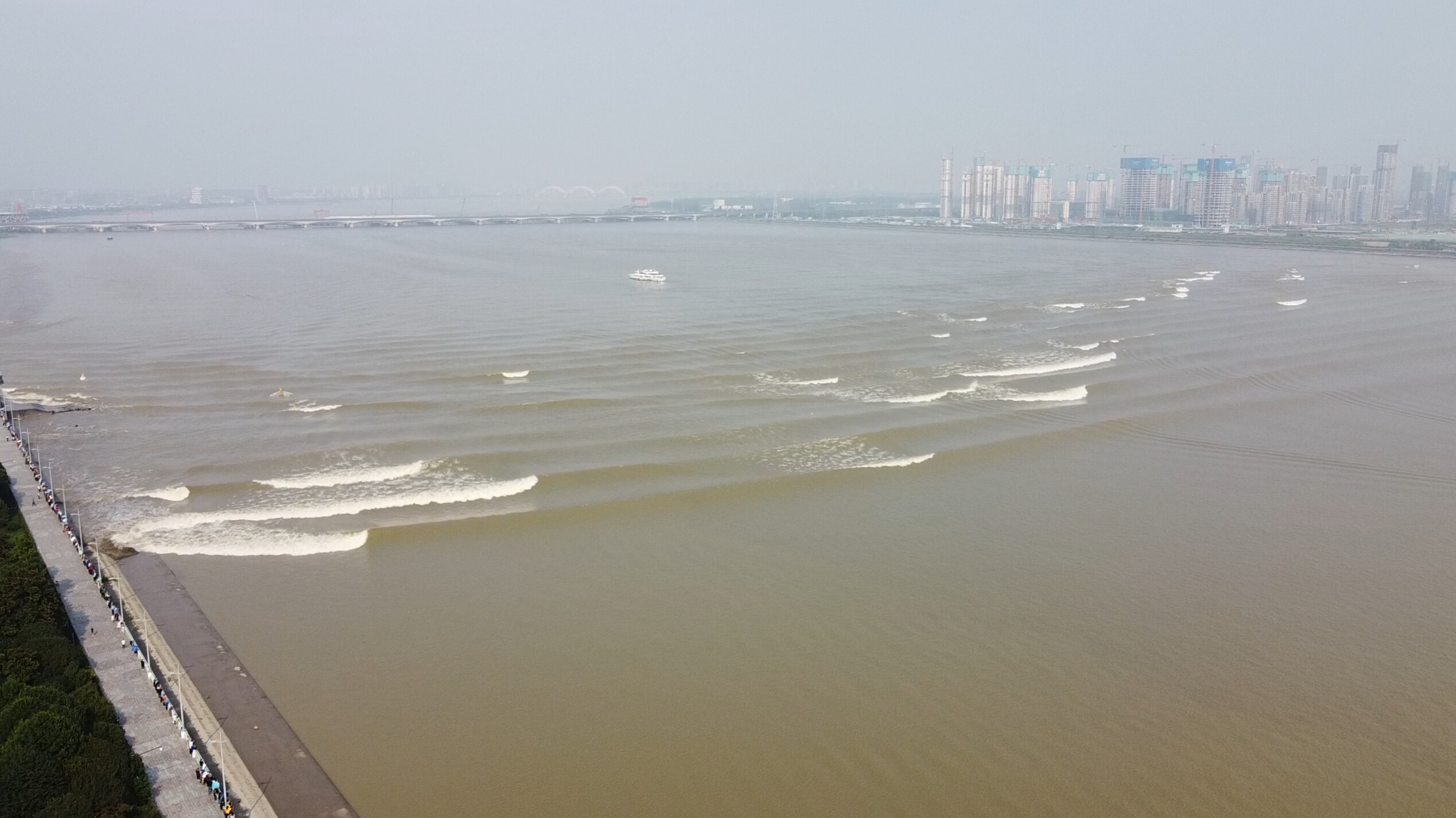
2020年10月3日（农历八月十七）钱江潮通过三堡

钱塘江河口是典型的喇叭形河口，内口小，外口大，在最外侧芦潮港至外游山连线河口宽度有98.5公里；到了澉浦一带则只有19.4公里，潮水水位也比外侧增加了一倍，多年平均5.58公尺，最大记录8.93公尺；自澉浦以上，河床逐渐迅速升高，水深变浅，因而形成钱塘江潮水，自海宁尖山开始，溯江百余公里，至杭州闸口后逐渐消失。钱塘江潮水形成的主要原因有二：一即其喇叭形河口的地貌特征扩大了潮水的能量，导致潮水水位较高；二即澉浦以上河段存在的巨大沙坎，导致河床迅速抬高。古人对潮水的成因早有认识：东汉的王充在《论衡》就谈及涌潮随着日月盈亏变化，进入河道中由于水深较浅而激起潮涌；北宋的燕肃则在《海潮论》提出钱塘江潮水作用于河口的沙坎，潮水的前锋受阻而后浪堆叠形成潮高。

### 传说
相传春秋战国时期，伍子胥被吴王夫差所杀，他死前声称要在吴国都城门下用自己的眼睛看越国人攻陷吴国，夫差于是大怒，将伍子胥抛尸江中，任意飘荡，随着潮水来往。后来，越王勾践诛杀功臣文种，将文种葬在国之西山。后来人们认为钱塘江潮水的前潮为伍子胥所化，而后潮水为文种，《吴越春秋》则称钱塘江潮水为伍子胥之神力造化。旧时，吴人有在潮水到来之时下江在潮水中破浪前行，也被称为弄涛或者弄潮，古代官员有立碑刻石以禁止这一行为。古人中或有葛洪云潮水为“天河汹涌”所致，或有《洞真正一经》云“地机翕张”，以阴阳之说论证潮水的形成。

## 民俗与信仰
钱塘江涌潮声势极大，破坏力强，为古人视为神明。古代吴越王筑塘未成乃募弓箭手五百射潮，元明清各代江口各州县都设有海神庙、潮神庙、镇海铁牛，杭州的六和塔和海宁的海神庙、占鳌塔也是古人修建以图镇压潮水的建筑。沿岸都兴建潮神庙，祈愿海波平静。伍子胥、张夏、钱镠是现代最为人所知的三位潮神，此外南宋《东京梦梁录》还记载有“十潮神”，元代《钱塘遗事》记载有“十二潮神”，清代的《告潮神文》中则有伍子胥和文种两名潮神，潮神种类多样，民间公认的潮神为伍子胥，但各家庙堂祭祀的潮神都不尽相同。清代由于海塘经常毁坏，统治者对此束手无策，只能大力兴建潮神庙引导民众信奉神明，同时加封儒家封号来教化百姓。
而在周密于元成宗至元二十七年（公元1290年）成书的武林旧事当中，记载了南宋水军在观潮日的阅兵和演习，以及与现代迥异的观潮文化。宋代词人潘阆的词作《酒泉子·长忆观潮》中“弄潮儿向涛头立，手把红旗旗不湿。”描绘了钱塘江潮涌的壮美风光以及弄潮儿的英勇无畏精神。源自于钱塘江大潮弄潮儿的“勇立潮头”是习近平在2016年G20杭州峰会时对“浙江精神”的概括——“干在实处、走在前列、勇立潮头”其中之一。

## 軼事
錢塘江每年中秋節後都會吸引中國各地遊客觀賞大潮景觀，罪犯似乎也難擋其魅力，浙江當地警方分別於2020-2024連續五年在觀潮現場逮到逃犯，中國網友們紛紛發文讚嘆“錢塘江同志”又立功了。另外讓罪犯難擋其魅力的還有張學友的演唱會，據陸媒統計，自2018年4月開始，中國警方共在張學友演唱會上抓獲80多名通緝犯，張學友也被封為“逃犯剋星”，中國網友更戲稱“張學友和錢塘江是兩位好同志。”

## 事故

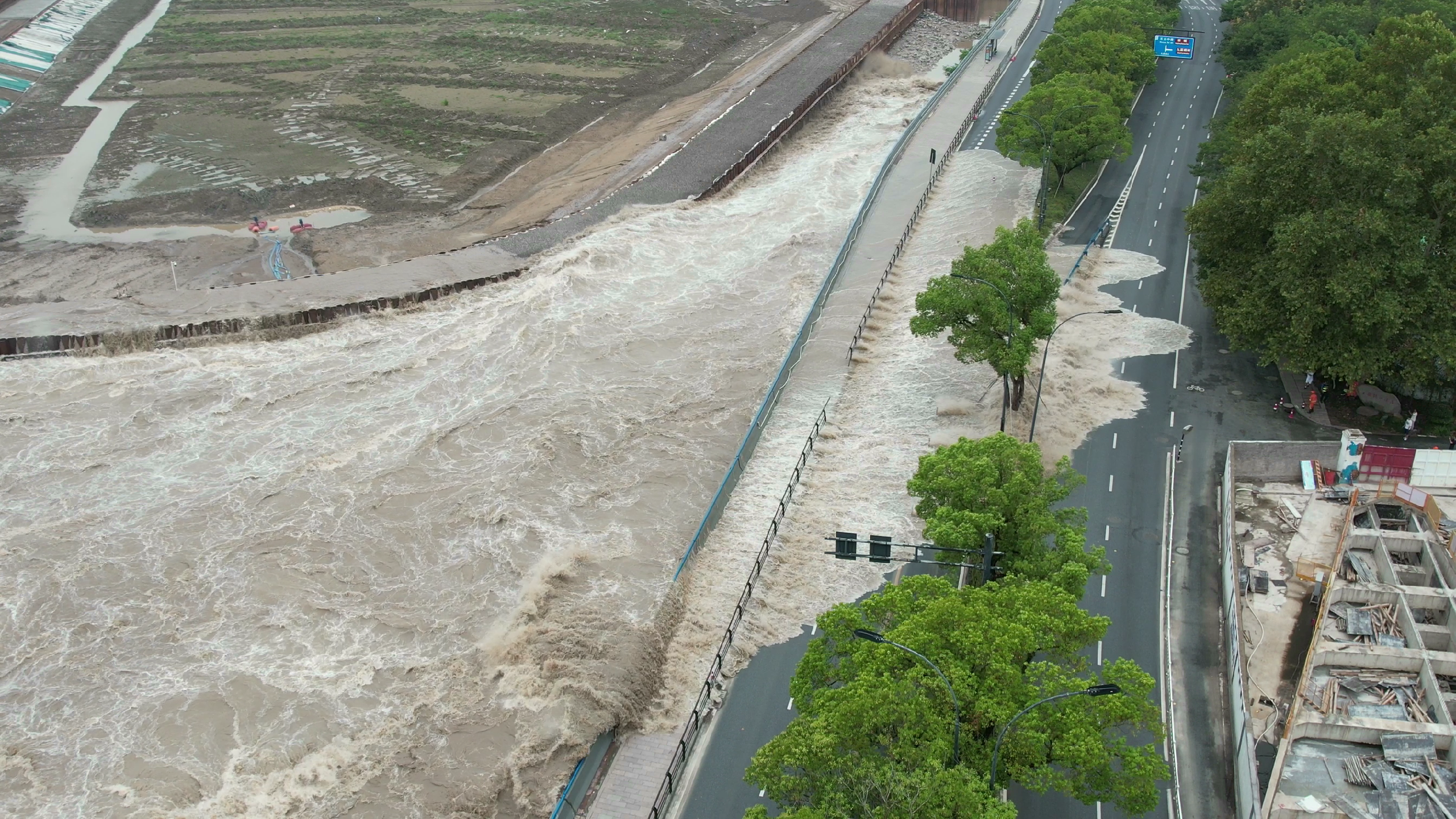
2024年9月21日，钱江潮在九溪珊瑚沙一带冲上之江路，并冲毁一段人行道铁栏杆。

由于钱江潮的行进速度高达每秒11米，最大冲击力约为7到8吨，足以掀翻汽车，因此经常发生伤亡及破坏事故。从1993年至今，已造成近100人死亡，以外地游客居多。
- 1993年10月3日(农历八月十八),有86人被瞬间冲出堤岸的潮水卷入江中，其中19人死亡，27人受伤，40人下落不明。
- 2002年9月8日，因台风“森拉克”影响产生风暴潮叠加天文大潮，摧毁了建设中的复兴大桥桥墩及施工便桥，并在九溪珊瑚沙冲上丁字坝掀翻观潮人群，另有20多辆汽车、摩托车损坏。[11]
- 2007年8月2日下午4点半左右，在七堡丁字坝有30多人在江堤玩耍时被潮水卷走，其中8人死亡[12]。
- 2010年10月11日14时许，在钱塘江非观潮点围垦一工段水域，有6人被潮水冲走，其中1人死亡。[13]
- 2019年7月7日，九堡大桥萧山侧的桥下，有3人被钱塘江潮水卷走,其中1人死亡。[14]
- 2020年9月21日下午3点53分，钱塘江潮水冲上九溪珊瑚沙丁字坝并涌上之江路，造成数辆车辆损坏，所幸无人员伤亡[15]。
- 2021年8月24日，一男子在双浦镇吴家渡口拍摄潮水时，被潮涌卷落水中，不幸身亡。[16]